# Kelly Kretschman
Kelly Kretschman, född den 26 augusti 1979 i Indian Harbour Beach, Florida, är en amerikansk softbollspelare.
Hon tog OS-guld i samband med de olympiska softboll-turneringarna 2004 i Aten.
I Peking tog hon även OS-silver fyra år senare.